# Barinas, Venezuela
Barinas är en stad och kommun på Llanossavannen i västra Venezuela, och är den administrativa huvudorten för delstaten Barinas. Staden grundades den 30 juni 1577.

## Administrativ indelning
Kommunen är indelad i fjorton socknar (parroquias):
- Alfredo Arvelo Larriva
- Alto Barinas¹
- Barinas¹
- Corazón de Jesús¹
- Dominga Ortiz de Páez
- Don Rómulo Betancourt¹
- El Carmen¹
- Juan Antonio Rodríguez Domínguez
- Manuel Palacio Fajardo
- Ramón Ignacio Méndez¹
- San Silvestre
- Santa Inés
- Santa Lucía
- Torunos

¹ Ingår i Barinas centralort.